# Afscheiding van 1834
De Afscheiding van 1834 is de aanduiding van een kerkelijke beweging in het Nederland van de 19e eeuw, die uiteindelijk heeft geleid tot zelfstandige gereformeerde kerken naast de Nederlandse Hervormde Kerk. De Afscheiding van 1834 heeft, hoewel klein begonnen, grote invloed gehad op de vorming van de gereformeerde gezindte binnen de moderne Nederlandse samenleving.

## Aanleiding

Ontstaan van de verschillende stromingen in Nederland

Ontstaansgeschiedenis van kerken in Nederland

### Kernpunten
De redenen dat men zich in 1834 van de Nederlandse Hervormde Kerk wilde afscheiden lagen vooral in de ontwikkelingen in Gereformeerde Kerk van Nederland na 1795; sinds 1816 de Nederlandse Hervormde Kerk.
- De gereformeerde belijdenis functioneerde niet meer in de praktijk.
- De gereformeerde kerkregering (de Dordtse kerkorde) was afgeschaft. In plaats daarvan kwam er in 1816 een Algemeen Reglement dat voorzag in een hiërarchische kerkstructuur met aan het hoofd de koning (Willem I).
- Predikanten die de gereformeerde belijdenis verdedigden in woord en geschrift werden vervolgd en afgezet.

### Invloed van verlichte theologen
Predikanten die dienstbaar gesteld werden aan de Nederlandse Hervormde Kerk werden opgeleid aan verschillende universiteiten zoals in Franeker en Leiden. Gedurende de achttiende eeuw gaven er steeds meer hoogleraren aan deze universiteiten les die moeite hadden met de gereformeerde belijdenisgeschriften zoals vastgesteld door de Synode van Dordrecht 1618-1619. Deze laatst genoemde synode werd gehouden op verzoek van de Nederlandse overheid om de geschillen van de Remonstranten en Contraremonstranten te beslechten. Behalve de Heidelbergse Catechismus, de Nederlandse Geloofsbelijdenis kwamen naar aanleiding van deze synode de Dordtse Leerregels tot stand. Gezamenlijk werden deze drie belijdenisgeschriften erkend als de Drie Formulieren van Enigheid. Ook werd besloten tot de uitgave van een nieuwe Nederlandse vertaling van de Bijbel: de Statenvertaling.
Rond 1798 en 1813 doceerde in Franeker en Leiden onder meer Johannes Hendricus van Regenbogen. Deze hoogleraar stond bekend om zijn progressieve theologische lijn en was een verklaard tegenstander van de Drie Formulieren van Enigheid. De nieuwe inzichten van Bijbelwetenschap en wijsbegeerte waren volgens hem dermate toegenomen dat hij zich bevoegd achtte 'niet langer aan de leiband te gaan van trotste formuleringen die soms geheel met het evangelie in strijd zijn.' De professor meende dat het zijn roeping was, 'de christelijke godsdienst in haar oorspronkelijke vorm en inhoud te herstellen'. Van Regenbogen vermeed in eerste instantie een frontale aanval op de verschillende leerstukken waar hij moeite mee had, want in zijn eerste boeken was hij gematigder in het afwijzen van de gereformeerde kerkleer dan in zijn latere publicaties.
Een andere theoloog was Prof. Petrus Hofstede de Groot een van de voornaamste woordvoerders van de toen toonaangevende Groninger theologie. Ook hij vond dat de Nederlandse Hervormde Kerk aan de klassiek gereformeerde belijdenisgeschriften niet langer gebonden was. Fundamentele leerstukken uit deze belijdenisgeschriften zoals de verzoeningsleer, de verkiezingsleer en de leer van de totale verdorvenheid van de mens werden beschouwd als achterhaald en kregen een andere invulling. Het mensbeeld werd positief en niet langer negatief zoals bijvoorbeeld de Heidelbergse Catechismus die op de vraag of de mens in staat was om volkomen naar de wet van God te leven antwoordde: Neen ik; want ik ben van nature geneigd, God en mijn naaste te haten (vraag en antwoord 5 H.C.) De theologie bleef beperkt tot de moraal, de functie van de kerk tot opvoedingsinstituut. Tegen deze ontwikkelingen kwamen de orthodoxe predikanten in verzet.
De kwestie van de proponentsformule
De proponentsformule waarmee predikantskandidaten verklaarden de gereformeerde belijdenis als 'overeenkomende met Gods Woord' (de Bijbel) te onderschrijven was door het kerkbestuur aangepast. Dit op zodanige wijze dat ruimte gegeven werd aan de mogelijkheid dat men instemde met de gereformeerde belijdenis voorzover die met Gods Woord (de Bijbel) overeenstemde. Een ruimere houding ten opzichte van binding aan de gereformeerde belijdenisgeschriften dus.
Algemeen Reglement
In 1816 werd een Algemeen Reglement aan de kerk opgelegd, dat de Dordtse Kerkorde moest vervangen. In het reglement van 1816 werd de bestaande structuur van de kerk waarin de leden van de hogere bestuursorganen werden benoemd door leden van de lagere organen vervangen voor een stelsel waarin de hogere organen de leden van de lagere organen benoemden.  Dit betrof een fundamentele verandering van de kerkstructuur. De leden van de hoogste organen, de landelijke synodale vergadering en de provinciale kerkbesturen, werden benoemd door het Departement voor Hervormde Eredienst. De naam van de Nederduitse Gereformeerde Kerk werd gewijzigd in Nederlandse Hervormde Kerk.

## Verzet van orthodoxe zijde

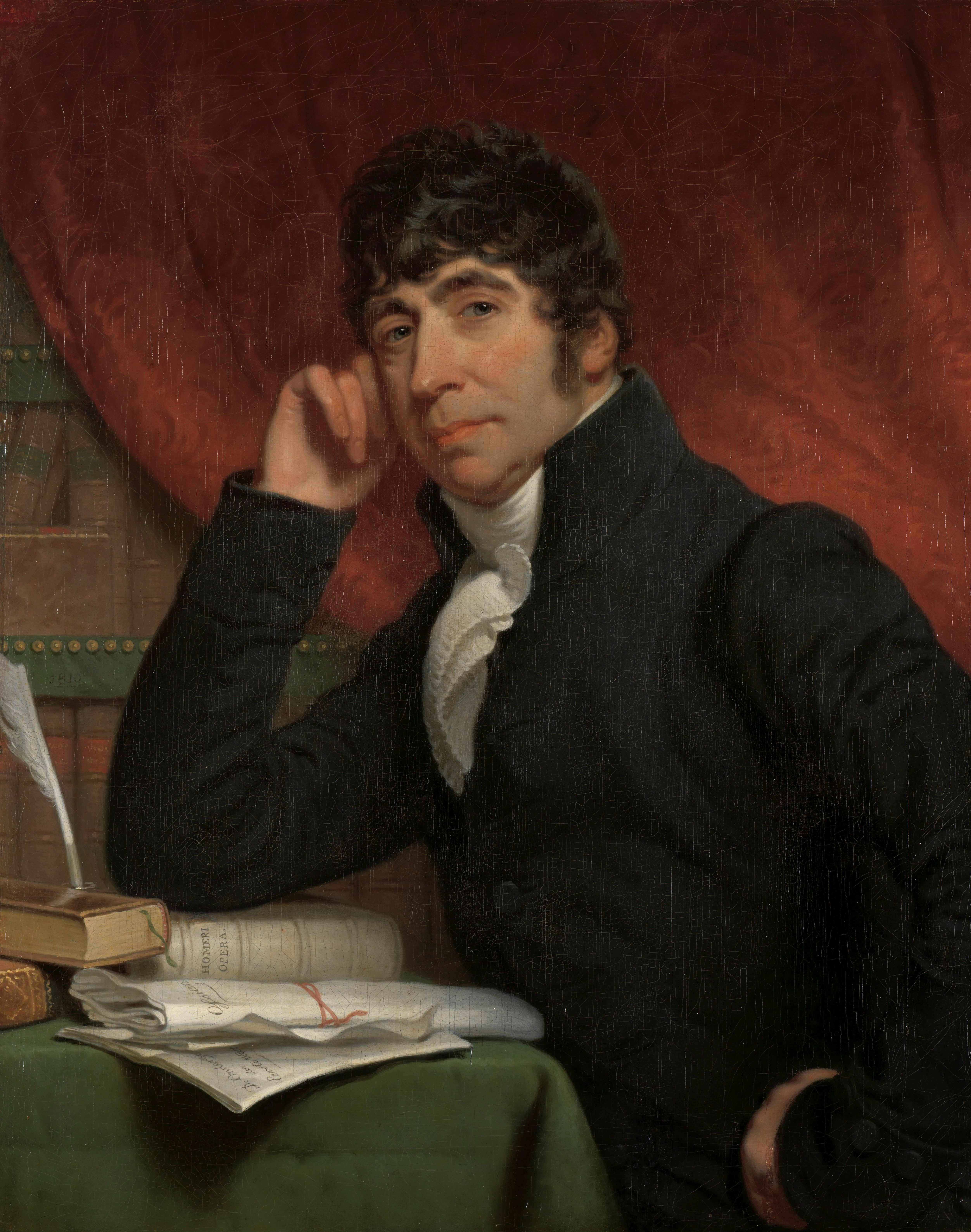
Portret van Willem Bilderdijk, Rijksmuseum SK-A-1453

In 1810 verscheen de brochure Aan de ware Hervormden in de gemeenten van Holland geschreven door Willem Bilderdijk waarin hij de Nederlandse Hervormde Kerk omschreef als "een kerk die geen kerk meer is, maar een ongeordende samenvloeiing van godonterende dwalingen". Kort daarop verscheen Adres aan alle mijne hervormde geloofsgenoten door ds. D. Molenaar. Deze laatste predikant moest zich naar aanleiding van zijn publicatie persoonlijk verantwoorden voor koning Willem I en kon gaan met de belofte zijn toon voortaan te zullen matigen. In 1819 verscheen een brochure onder de titel Eerezuil der nagedachtenis van de voor tweehonderd jaar te Dordrecht gehouden Nationale Synode, opgericht door Nicolaas Schotsman. De auteur was ds. Nicolaas Schotsman, en de verschijning van dit boekje leidde tot heftige tegenreacties. Theologen van verlichte zijde noemde het boekje "een altoos durende schandzuil." Al spoedig verscheen er evenwel een tweede druk waarin een voorwoord van Willem Bilderdijk was afgedrukt met daarin de regels: 
Ja, Schotsman, staan wij pal. Bij Jezus' Kruis gebogen. Verachten wij den wrok van Heiden en Sofist. Wier wijsheid dwaasheid is en loos verniste logen

### Willem Bilderdijk en het Reveil
Willem Bilderdijk was vanwege zijn orthodoxe standpunten en oranjegezindheid gepasseerd voor een hoogleraarschap aan een van de universiteiten in Nederland, maar had een kring van leerlingen om zich heen verzameld die zich bewogen in de kringen van het reveil. Tot de leerlingen van Bilderdijk behoorde onder andere: Groen van Prinsterer, Willem en Dirk van Hoogendorp, Abraham Capadose en Isaac da Costa.

### Gezelschappen en 'de oude schrijvers'
Ondertussen ontstonden op tal van plaatsen godsdienstige gezelschappen, gevormd door mensen die op zondag niet meer naar de kerk gingen om daar de verlichte predikanten van de Nederlandse Hervormde kerk te beluisteren, maar gezamenlijk in huiselijke kring de boeken van de 'oude schrijvers' uit de Nadere Reformatie lazen, zoals De Redelijke Godsdienst van Wilhelmus a Brakel, de Keurstoffen van Bernardus Smijtegelt, de Eigenschappen des geloofs van Alexander Comrie evenals prekenboeken van puriteinse schrijvers zoals Samuel Rutherfort, de Erskines, Thomas Boston, en John Owen. In deze kringen werd een nieuwe kerkreformatie bewerkstelligd hetgeen uitliep op de Afscheiding van 1834.

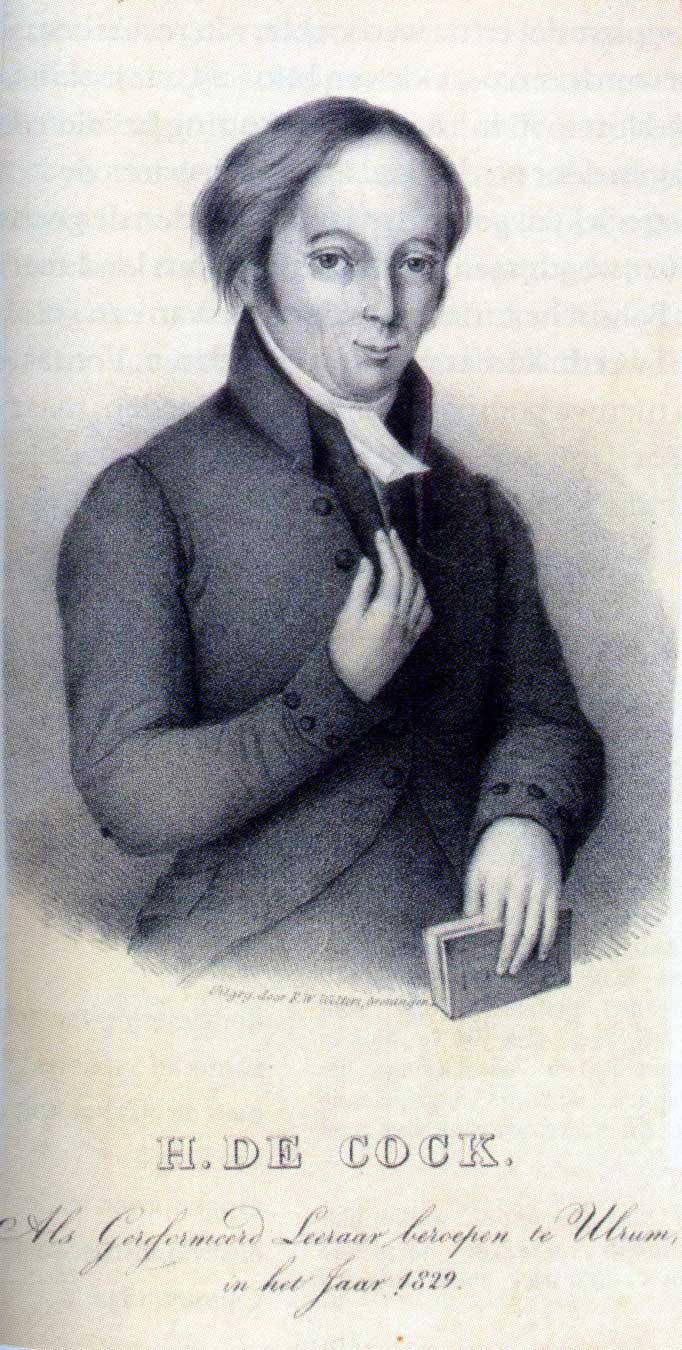
Hendrik de Cock

### Afzetting ds. H. de Cock
In 1834 werd ds. Hendrik de Cock aangeklaagd door het Provinciale Kerkbestuur van de Nederlandse Hervormde Kerk vanwege het boekje: Verdediging van de ware gereformeerde leer en van de ware gereformeerden, bestreden en ten toon gesteld door twee zogenaamde gereformeerde leeraars, of de schaapskooi van Christus aangetast door twee wolven en verdedigd door H. de Cock. Naar aanleiding van dit boekje werd ds. de Cock geschorst en afgezet voor onbepaalde tijd met behoud van traktement. Toen bleek dat ds. de Cock een aanbevelend voorwoord in een ander boekje De evangelische gezangen getoetst en gewogen en te licht bevonden had geschreven, leidde tot een nieuwe aanklacht zijn afzetting als predikant. Steun kreeg ds. de Cock van zijn collega ds. H.P. Scholte, waarna de Akte tot Afscheiding of Wederkeering werd opgesteld.
Het slot van deze acte luidt:
Uit dit alles tezamen genomen is het nu duidelijk geworden, dat de Nederlandse Hervormde Kerk niet de ware, maar de valse Kerk is volgens Gods Woord en art. 29 van onze belijdenis, weshalve de ondergetekenden met dezen verklaren dat zij overeenkomstig het ambt der gelovigen (art. 28) zich afscheiden van degenen, die niet van de Kerk zijn, en dus geen gemeenschap meer willen hebben met de Nederlandse Hervormde Kerk, totdat deze terugkeert tot de waarachtige dienst des Heeren; en verklaren tevens gemeenschap te willen oefenen met alle ware Gereformeerden ledematen, en zich te willen verenigen met elke op Gods onfeilbaar Woord gegronde vergadering, aan wat plaatse God dezelve ook verenigd heeft, betuigende met deze, dat wij ons in alles houden aan onze aloude Formulieren van Enigheid: n.l. de belijdenis des Geloofs, de Heidelbergse Catechismus en de canones van de Synode van Dordrecht, gehouden in de jare 1618/1619..

### Vervolging door de overheid
De Nederlandse overheid wilde dat de afgescheidenen erkenning vroegen als afzonderlijk kerkgenootschap, maar daarvoor moesten zij de naam gereformeerd prijsgeven. De afgescheidenen wilden dit niet, omdat zij vonden de ware voortzetting te zijn van de gereformeerde kerk van Nederland sinds de Reformatie. Doordat zij echter niet officieel erkend waren, bevonden zij zich in een moeilijke positie. Er werd een wet van Napoleon toegepast, dat voor samenkomsten van meer dan 20 personen toestemming moest worden gevraagd. Deze toestemming werd lange tijd niet gegeven. Verschillende voorgangers van de afgescheidenen (waaronder ds. H. de Cock) kwamen in de gevangenis terecht. Na 1845 emigreerden veel afgescheidenen naar de Verenigde Staten onder leiding van bekende predikanten als Albertus Christiaan van Raalte en Hendrik Pieter Scholte.
De crisis der jeugd
Tal van meningsverschillen waaronder het aanvragen van erkenning door de overheid en het daarvoor in ruil laten varen van de naam gereformeerd voor het eigen kerkgenootschap leidde tot een splitsing van de afgescheidenen in twee groepen de Gereformeerde Kerken onder het Kruis en de Christelijke Afgescheiden Gemeenten. In 1869 verenigde deze groeperingen zich weer in de Christelijke Gereformeerde Kerk.

### Latere ontwikkelingen
In 1892 ging de Christelijke Gereformeerde Kerk samen met de Nederduits Gereformeerde Kerken (dolerende) die ontstaan waren uit de Doleantie van 1886 en vormden de Gereformeerde Kerken in Nederland. Een klein deel van de Christelijke Gereformeerde Kerk ging niet mee met de fusie en ging verder onder dezelfde naam. Dit kleine deel groeide later weer uit met voornamelijk spijtoptanten uit de Gereformeerde Kerk. Op 1 mei 2004 fuseerden de Gereformeerde Kerken in Nederland met de Nederlandse Hervormde Kerk en de Evangelisch-Lutherse Kerk tot de Protestantse Kerk in Nederland (PKN).

### Historisch
- Bavinck, dr. H. Bilderdijk als denker en dichter (1906)
- (nl) Does, dr. J.C. van der De Afscheiding in haar wording en beginperiode (1933)
- (nl) Smits, dr. C. De afscheiding van 1834 (Dordrecht: Van den Tol, 1971-1991, 9 delen) Een gedetailleerde beschrijving, voornamelijk van regio's.
- (nl) J. Wesseling, De afscheiding van 1834 in ... 1834-1869 (Groningen: De Vuurbaak, 1973-1989; 10 delen). Een gedetailleerde beschrijving van Groningen, Friesland, Overijssel en Zeeland.
- Keizer, dr. G. De Afscheiding van 1834. Haar aanleiding naar authentieke brieven en bescheiden beschreven (1934)
- (nl) Geels, prof. J.W., Bruin, prof. P.J.M. de., Salomons, ds. G., Schuit, prof. J.J., Jongeleen, ds. J., Hilbers, ds. A.H., Janssen, ds. H., Meiden, ds. L.H. van der., Wisse, prof. G. Gedenkboek uitgegeven bij de herdenking der Afscheiding 1834 in opdracht van de Generale Synode der Christelijke Gereformeerde Kerk in Nederland (1934)
- Bosch, ds. J. Figuren en aspecten uit de eeuw der Afscheiding (1952)
- Algra, H. Het wonder van de 19de eeuw. Van vrije kerken en kleine luyden (1965)
- Rasker, A.J. De Nederlandse Hervormde Kerk vanaf 1795. Haar geschiedenis en theologie in de negentiende en twintigste eeuw (1974)
- Exalto, K. Zij die bleven, Schetsen over het leven en werk van acht predikanten die niet met de Afscheiding meegingen (1981)
- Zwaag, W. van der, Twaalf reveilgetuigen, Willem Bilderdijk en zijn geestverwanten (2003)
- Berg, dr. C.R. van den Nicolaas Schotsman en zijn eere-zuil (2018)

### Leerstellig
- Schotsman, N. Eere-zuil ter gedachtenis van de voor twee honderd jaren te Dordrecht gehouden nationale synode opgeregt (1819)
- Costa, Isaac da Bezwaren tegen de geest der eeuw (1823)
- Groen van Prinsterer, G. Maatregelen tegen de Afgescheidenen aan het staatsregt getoetst (1837)
- Groen van Prinsterer, G. Ongeloof en revolutie (1847)
- (nl) Cock, Hendrik Verzamelde Geschriften 2 delen, voorwoord door D. Deddens en W. van 't Spijker - deze uitgave werd financieel gesteund door de Theologische Hogeschool van de Gereformeerde Kerken in Nederland, de Theologische Hogeschool van de Gereformeerde Kerken (Vrijgemaakt), de Theologische Hogeschool van de Christelijke Gereformeerde Kerken in Nederland, de Theologische School van de Gereformeerde Gemeenten (1984)